# 18572 Rocher
18572 Rocher (1997 WQ22) là một tiểu hành tinh vành đai chính được phát hiện ngày 28 tháng 11 năm 1997 bởi Khảo sát tiểu hành tinh OCA-DLR ở Caussols.